# Haifisch
«Haifisch» (en español, "Tiburón") es el tercer sencillo del álbum Liebe ist für alle da (2009) de la banda de música industrial alemana Rammstein.

## Letra
En las estrofas de la canción se juega con la repetición anafórica de las palabras wir halten ('mantenemos'), así como los distintos significados que el verbo halten puede tomar en función de la preposición que lo acompañe. El estribillo es un homenaje a Die Moritat von Mackie Messer, canción perteneciente a La ópera de los tres centavos de Kurt Weill y Bertolt Brecht.
| Und der Haifisch, der hat Zähne  | Y el tiburón tiene dientes    | Und der Haifisch, der hat Tränen | Y el tiburón tiene lágrimas     |
| und die trägt er im Gesicht      | y los lleva en la cara        | und die laufen vom Gesicht,      | y le corren por la cara,        |
| und Macheath, der hat ein Messer | y Macheath tiene un cuchillo, | doch der Haifisch lebt im Wasser | pero el tiburón vive en el agua |
| doch das Messer sieht man nicht. | pero el cuchillo no se ve.    | so die Tränen sieht man nicht.   | así que las lágrimas no se ven. |
| Bertolt Brecht                   |                               | Rammstein                        |                                 |

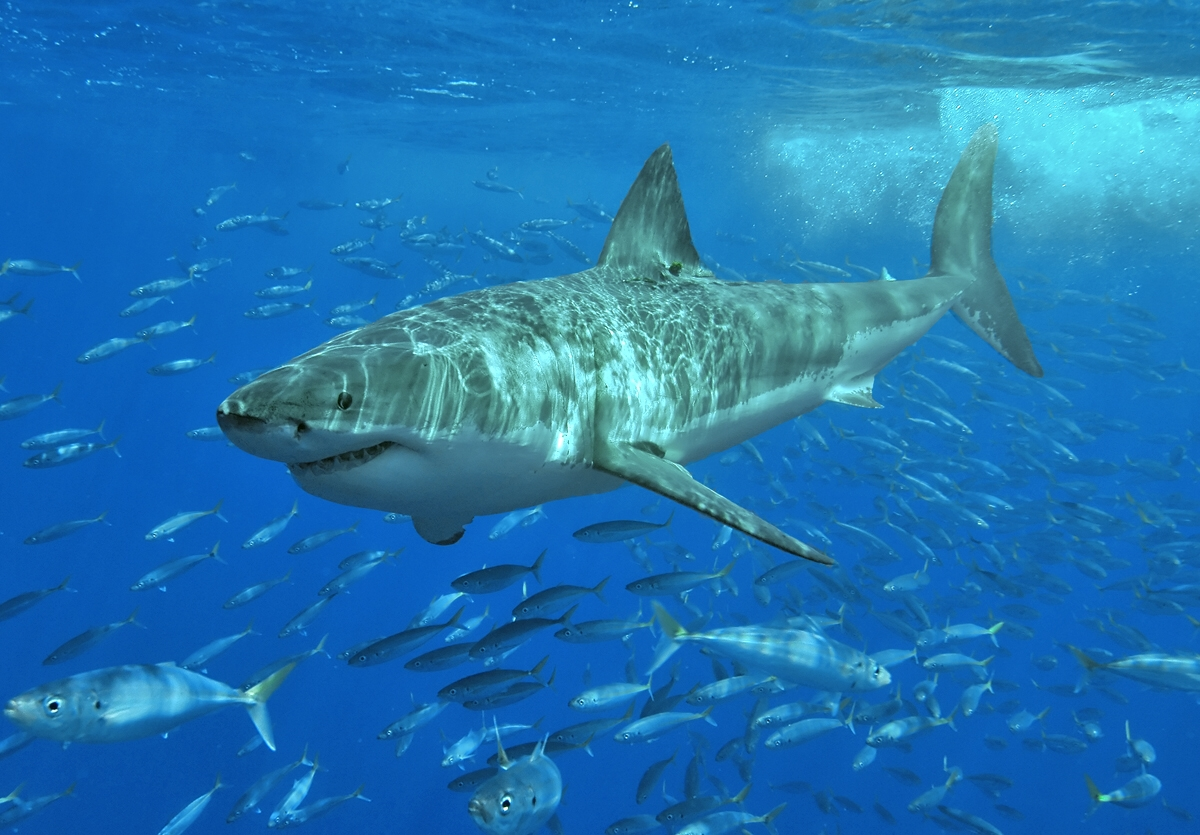
Y el tiburón tiene lágrimas...

La canción trata sobre la percepción pública de la banda. Rammstein se identifican a sí mismos con el tiburón de la canción:

El tiburón está considerado como absolutamente malvado. Todos los años mueren tres personas devorados por tiburones. Sin embargo, más de cien mueren golpeados por cocos. Por lo tanto, el coco es sustancialmente más peligroso que el tiburón, alrededor del cual se dramatiza tanto. Nosotros siempre nos hemos sentido así: se nos presenta como totalmente malvados y nadamos por debajo del agua.
Flake Lorenz

## Vídeo
El vídeo fue grabado en el castillo de Marquardt, cerca de Potsdam, a principios de noviembre de 2009.

La sombría estética del arte del álbum continuará en el video. Los motivos barrocos y lúgubres del salón del castillo mantienen ese ambiente: Una docena de actores o modelos, los caballeros en traje de noche, las damas en atuendos hermosos. Se sentaron alrededor de la gran mesa. Máscaras y antifaces; el ambiente siniestro, como en el castillo de Drácula. ¿Un velorio? ¿Un duelo?
Maerkische Allgemeine

El director es el alemán Jörn Heitmann, con quien la banda ha trabajado en varias ocasiones. Fue estrenado el 23 de abril en el sitio Myspace oficial de la banda.
El video juega de manera irónica con la letra de la canción. Muestra el supuesto funeral de Till Lindemann, durante el cual suceden varios altercados; dos supuestas viudas pelean durante la ceremonia, pero los miembros de la banda parecen estar muy ocupados, considerando opciones para reemplazar a Till, como Henry Rollins y James Hetfield (Marilyn Manson aparece como uno de los asistentes al evento). Durante el entierro, los integrantes del grupo tienen recuerdos de sus intentos por matar a Lindemann. Estos recuerdos se presentan como versiones alternas de videos lanzados anteriormente, como Du hast, Ohne dich, Sonne, Amerika y Keine Lust (en orden de aparición). Al final, ni bien ha concluido el entierro, se desata una pelea entre los miembros de Rammstein, que se ve interrumpida abruptamente cuando Flake tropieza y accidentalmente cae sobre el ataúd de Till, que se encuentra vacío, para sorpresa de todos. Luego, se ven imágenes de una exótica playa tropical, desde donde Lindemann envía una postal (en ella pone Pt. Oahu, Hawái) con el mensaje "Viele Grüße vom Arsch der Welt" ("Saludos desde el culo del mundo"), con una foto suya junto a un tiburón.

## Contenido del Sencillo
Se han preparado 3 ediciones para el mercado europeo, además de la versión digital para descarga:
CD-single ed. Limitada
1. Haifisch - 3:46
2. Haifisch (Haiswing Remix By Olsen Involtini) - 3:40
3. Haifisch (Remix By Hurts) - 3:45
4. Haifisch (Remix By Schwefelgelb) - 4:24

Vinyl 12" ed. Limitada
1. Haifisch - 3:46
2. Haifisch (Remix By Schwefelgelb) - 4:24

Vinyl 7" ed. Limitada
1. Haifisch - 3:46
2. Haifisch (Haiswing Remix By Olsen Involtini) - 3:40

Descarga digital
1. Haifisch - 3:46
2. Haifisch (Haiswing Remix By Olsen Involtini) - 3:40
3. Haifisch (Remix By Hurts) - 3:45
4. Haifisch (Remix By Schwefelgelb) - 4:24
5. Haifisch (Remix By Paul Kalkbrenner) - 3:28

En los Estados Unidos fue lanzado exclusivamente en formato iTunes el 1 de junio.

## En vivo
Hasta ahora, Haifisch ha sido interpretada en todas las presentaciones de la gira LIFAD Tour (excepto en algunos festivales del Big Day Out)). Ahora es este el tema que se utiliza en las presentaciones para subir a la balsa, en esta ocasión Flake Lorenz vuelve a tomar el liderazgo del bote, sustituyendo así a Oliver Riedel.